# Julie de Lespinasse
Jeanne Julie Éléonore de Lespinasse (9. listopad 1732, Lyon – 23. květen 1776, Paříž) byla francouzská spisovatelka.

## Život
Julie de Lespinasse byla nemanželskou dcerou hraběte Gasparda de Vichy a hraběnky d'Albon a byla dána na vychování do rodiny Clauda Lespinasse. Když v šestnácti letech ukončila klášterní školu, byla přijata jako guvernantka do domu své nevlastní sestry Madame de Vichy. Zde ji poznala Marie Anne de Vichy-Chamrond, markýza du Deffand, která byla sestrou Juliina otce. Slečna de Lespinasse vynikala nejen krásou, ale i vzděláním a duchaplností. Markýza du Deffand rozpoznala její mimořádné nadání a přijala ji roku 1754 do svého pařížského domu jako předčitatelku a společnici. V salonu Madame du Deffand v ulici Rue Saint-Dominique se tehdy scházeli přední spisovatelé, politici, filosofové a šlechtici.
Když Madame du Deffand zjistila, že návštěvníci dávají přednost společnosti slečny de Lespinasse před její vlastní, vykázala ji v roce 1763 z domu. Ta na přímluvu svých příznivců obdržela královskou rentu a otevřela si v roce 1764 vlastní salon v ulici Rue de Bellechasse. Ten se záhy stal salonem filosofů a spisovatelů, pozdějších encyklopedistů a členů francouzské akademie. Salon byl nazýván Laboratoří Encyklopedie. Mezi nejpřednější osobnosti salonu patřili: filosof a kněz Étienne Bonnot de Condillac, filosof, matematik a politik Nicolas de Condorcet, ekonom a politik Turgot a především fyzik a filosof Jean le Rond d'Alembert, který u slečny de Lespinasse určitý čas i bydlel.
Asi v roce 1768 se slečna de Lespinasse zamilovala do markýze de Mora, bohatého a krásného syna španělského velvyslance v Paříži. De Mora se ale musel vrátit ze zdravotních důvodů do Španělska, což nesla velmi bolestivě. De Bora zemřel v roce 1774 v Bordeaux cestou zpět do Paříže, když chtěl dostát vzájemným slibům, které si se slečnou de Lespinasse vyměnili.
Slečna de Lespinasse se záhy zamilovala do hraběte de Guibert (Jacques Antoine Hippolyte de Guibert), který byl o jedenáct let mladší. Byla to slepá, vášnivá a osudová láska, jejíž obraz je zachován v dopisech od roku 1773. Když se hrabě de Guibert chystal oženit, zcela se psychicky i fyzicky zhroutila. Na smrtelné posteli odmítla de Guibertovu návštěvu a zemřela roku 1776 ve věku 43 let v péči svého věrného přítele d'Alemberta.

## Dílo
Slečna de Lespinasse je autorkou množství dopisů. Nejznámější je její milostná korespondence s hrabětem de Guibert. Mimo to byly vydány i její dopisy Nicolasu de Condorcet, Jeanu le Rond d'Alembert, Jeanu-Françoisovi Marmontel nebo hraběti de Crillon.

### České překlady
- Dopisy slečny de Lespinasse panu de Guibert, překlad Helena Schieblová-Vávrová, KDA, svazek 92-94, Praha : Kamilla Neumannová, 1912